# Амельченко Василь Васильович
Амельченко Василь Васильович (нар. 28 листопада 1962, с. Хоромне Климівського району Брянської області) — народний депутат України VIII скликання, на дострокових парламентських виборах 21-й номер в списку Радикальної партія Олега Ляшка, член депутатської фракції Радикальної партії Олега Ляшка.

## Біографія
- Закінчив Харківський національний аграрний університет імені В. В. Докучаєва.
- Закінчив Національну академію державного управління при Президентові України.
- 10.03.2005[2] — 10.07.2007[3] — голова Сосницької районної державної адміністрації[4].
- 13.11.2007 — 19.08.2008 — приватний підприємець (роздрібна торгівля з лотків та на ринках).
- Помічник-консультант народного депутата України Ляшка Олега Валерійовича на платній основі, VI, VII скликань[5].
- З 27 листопада 2014 року — народний депутат України, перший заступник голови Комітету Верховної Ради України з питань бюджету.
- Був одружений з Амельченко Тетяною Анатоліївною, від шлюбу має доньку Амельченко Анастасію Василівну[6]. З 2017 декларує, що живе сам у Києві[7]. Дружина декларує, що не живе з чоловіком з 2016 року. Працює головним бухгалтером в Департаменті фінансів Чернігівської обласної державної адміністрації[8].
- 24.04.2017 Печерський районний суд м. Києва визнав його винним у вчиненні адміністративного правопорушення, передбаченого ст. 212-21 КУпАП та стягнув з нього штраф в розмірі 5100 грн. за те, що будучи головою Виконавчого комітету Політичної Ради «Радикальна партія Олега Ляшка», він несвоєчасно подав Звіт політичної партії про майно, доходи, витрати і зобов'язання фінансового характеру за IV квартал 2016 року[9].